# Pont de l'amistat Afganistan-Uzbekistan
El Pont de l'amistat Afganistan-Uzbekistan és un pont construït sobre el riu Amudarià que connecta amb la ciutat uzbeka de Termez amb la ciutat de Jeiretan a la província de Balkh al nord de l'Afganistan. Fou construït per l'Armada Soviètica el 1985 per a subministrar les tropes a l'Afganistan.
És l'únic camí que travessa la frontera uzbeka-afgana, el pont més proper que voreja el Amudarià comença a Kalif, uns 120 km a l'oest, creua la frontera turkmena-afgana. El pont fou tancat el maig del 1996 quan les forces talibans prengueren el control de la ciutat de Mazar-e Sharif, forçant als rebels uzbeks a retirar-se cap a l'Uzbekistan. Fou reobert el 9 de desembre del 2001.